# Kreuzkantor
Als Kreuzkantor werden die Kantoren der Kreuzkirche in Dresden bezeichnet. Sie sind Angestellte der Stadt Dresden in einem besonderen vertraglichen Verhältnis und leiten den Dresdner Kreuzchor.
Seit der Reformation gab es bis heute insgesamt 28 Kreuzkantoren mit jeweils abgeschlossenen Dienstzeiten, zu denen Persönlichkeiten wie Gottfried August Homilius (1755–1785), Ernst Julius Otto (1828–1875), Friedrich Oskar Wermann (1876–1906), Otto Richter (1906–1930) und Rudolf Mauersberger (1930–1971) gehören (in Klammern jeweils die Dienstzeit). Erster Kreuzkantor nach Einführung der Reformation war Sebaldus Baumann (1540–1553), Roderich Kreile (1997–2022) war als 28. Kreuzkantor der erste Kreuzkantor ohne sächsische Herkunft. 
Sein Nachfolger wurde zum 1. September 2022 Martin Lehmann als 29. (und aktueller) Kreuzkantor, er ist, wie Kreile, ebenfalls nicht-sächsischer Herkunft.